# Darren Jackson
Darren Jackson (født 25. juli 1966 i Edinburgh, Skotland) er en tidligere skotsk fodboldspiller, der spillede som angriber. Han var på klubplan primært tilknyttet Dundee United, Hibernian og Hearts i hjemlandet, samt engelske Newcastle United. Med Celtic blev han i 1998 skotsk mester.
Jackson blev desuden noteret for 28 kampe og fire scoringer for Skotlands landshold. Han deltog ved EM i 1996 og VM i 1998.

## Titler
Skotsk Premier League
- 1998 med Celtic F.C.

Skotsk Liga Cup
- 1998 med Celtic F.C.